# Vluchtbesturingsmodus

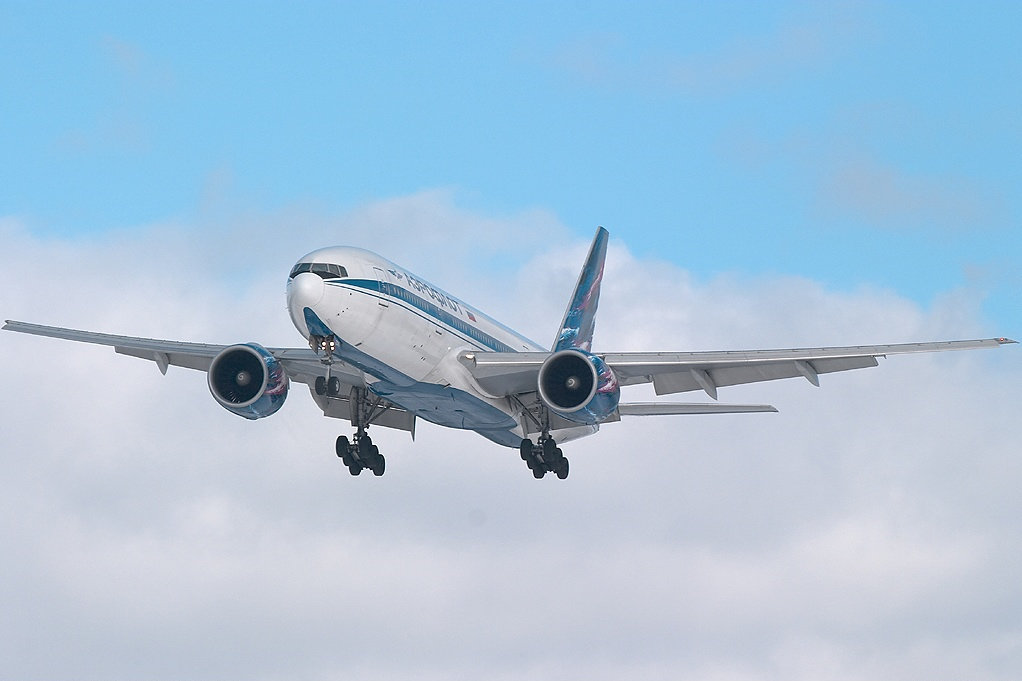
Moderne vliegtuigen zoals de Boeing 777 maken gebruik van geavanceerde vluchtcomputers die de besturing van het vliegtuig ondersteunen en vergemakkelijken. Deze worden aangestuurd door rekenkundige wetten die vluchtbesturingsmodes toewijzen tijdens de vlucht.

Vliegtuigen die zijn uitgerust met de fly-by-wire-technologie voor vluchtbesturing maken gebruik van computergestuurde vluchtbesturingsmodi die de besturingsmodus van het vliegtuig bepalen.
Airbus en Boeing produceren passagiersvliegtuigen die zijn uitgerust met vluchtcomputers die werken onder verschillende vluchtbesturingsmodi (of -wetten). Voorbeelden hiervan zijn de normale, alternatieve, directe en mechanische wetten die worden gebruikt in de Airbus A318/19/20/21, A330, A340, A350 en A380. Vergelijkbare vluchtbesturingsmodi worden gebruikt in de met fly-by-wire uitgeruste toestellen van Boeing, de Boeing 777, Boeing 787 Dreamliner en Boeing 747-8.

## Airbus' vluchtbesturingswetten
De toestellen die zijn ontworpen door Airbus sinds de Airbus A300 en A310 worden bijna volledig bestuurd door fly-by-wire-technologie. Al deze toestellen, waaronder de A320-familie, de A330, A340, A350 en A380, worden bestuurd onder de vluchtbesturingswetten van Airbus. De vluchtbesturing van de Airbus A330, bijvoorbeeld, is volledig elektrisch gestuurd en hydraulisch geactiveerd. Sommige oppervlakken, zoals het roer, kunnen ook mechanisch worden aangestuurd. Tijdens een normale vlucht, werken de computers om buitensporige krachten op het stampen en rollen te voorkomen.

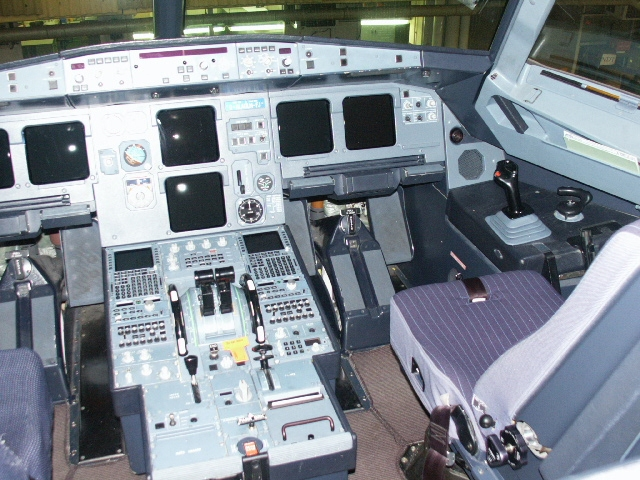
Cockpit van een Airbus A321.

Er zijn vier vluchtbesturingsmodi, genaamd vluchtbesturingswetten: de eerder genoemde normale, alternatieve (opgedeeld in alternatieve wet 1 en alternatieve wet 2), directe en mechanische wetten. Voor elke wet bestaat een onderverdeling in submodi: grondmodus, vluchtmodus en afvangingsmodus.